# PPKE Jog- és Államtudományi Kar

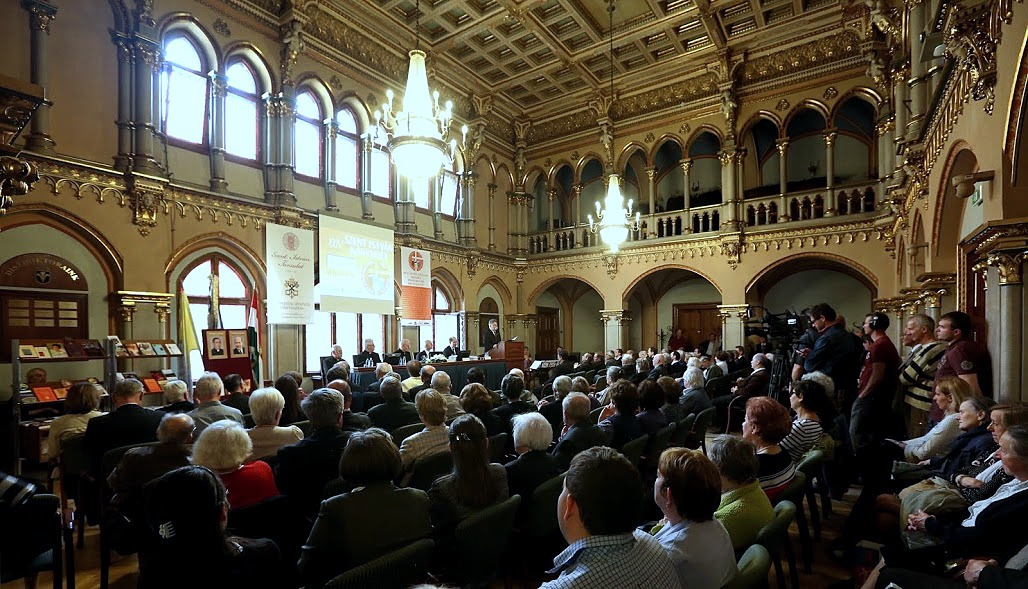
PPKE díszterme

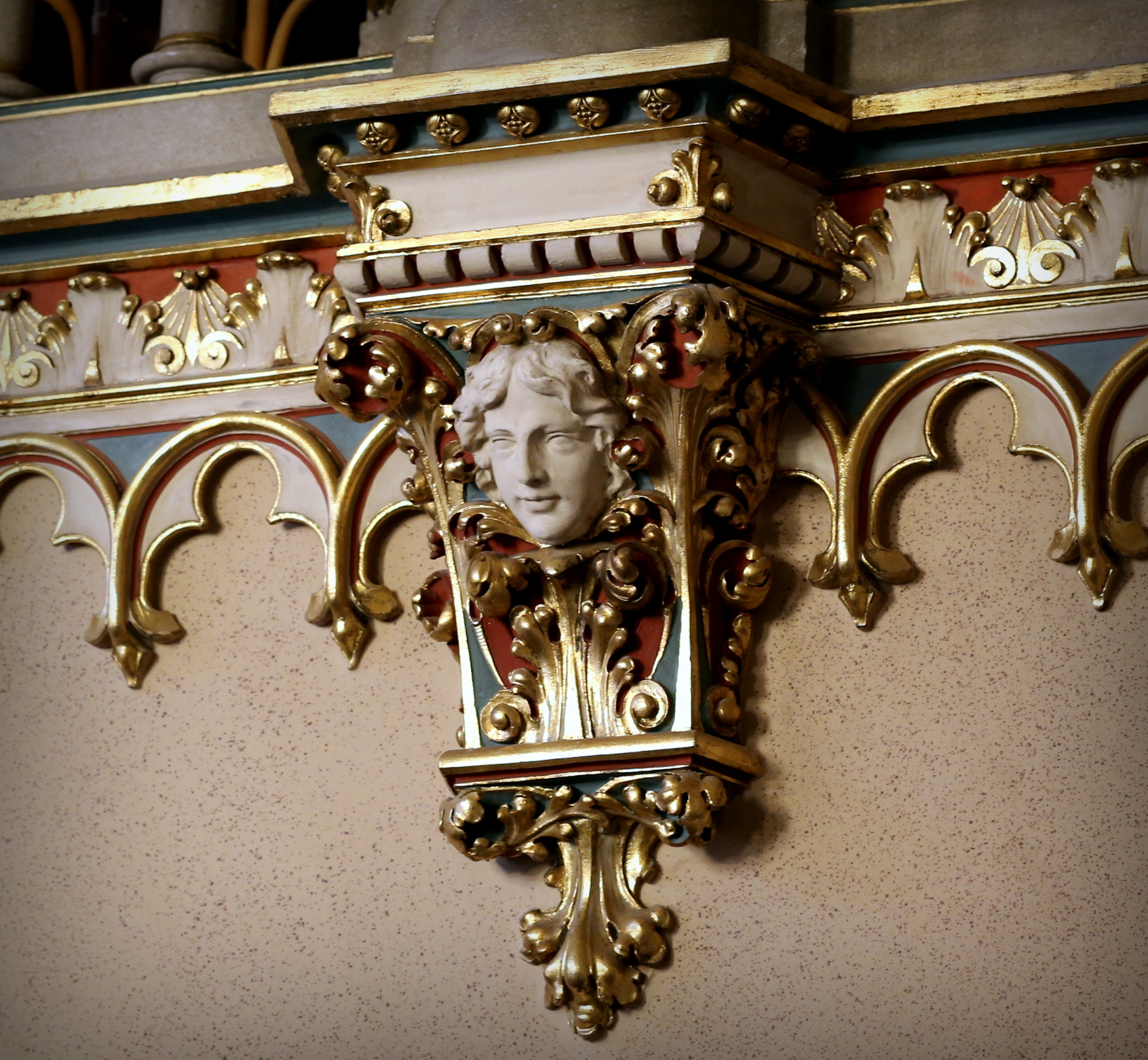
PPKE díszterem részlet

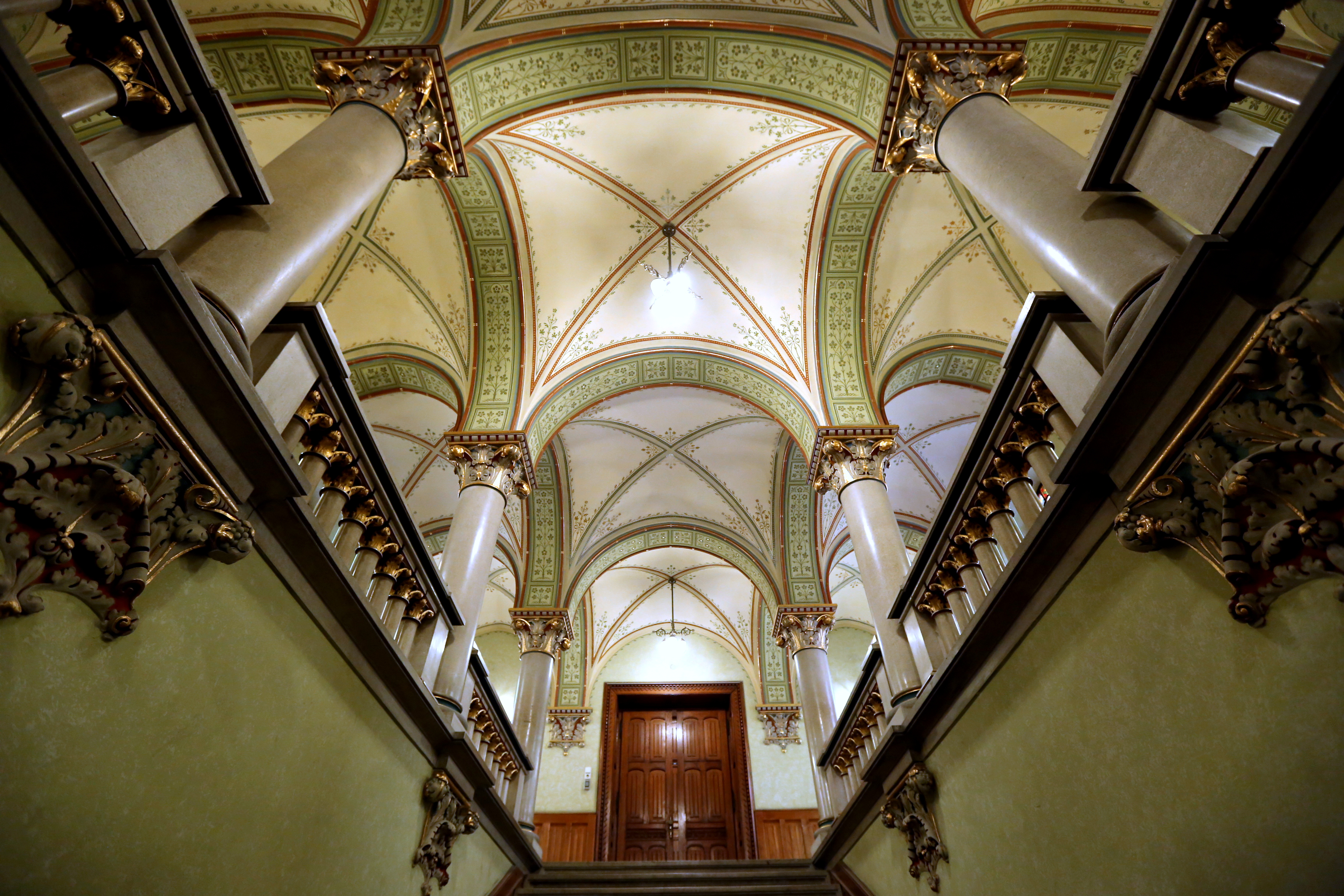
PPKE lépcsőház

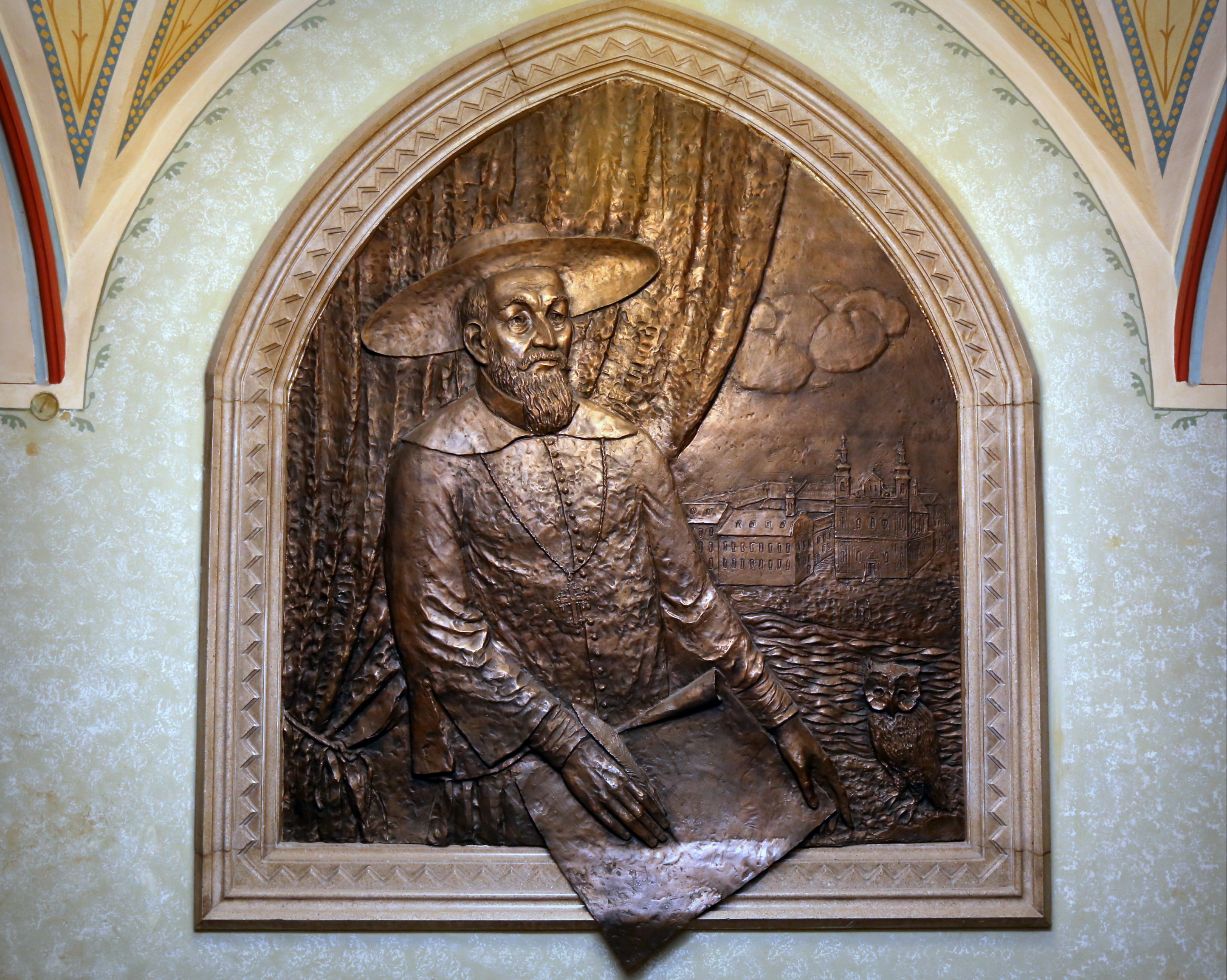
Pázmány Péter dombormű a PPKE lépcsőházában

A Pázmány Péter Katolikus Egyetem Jog- és Államtudományi Karát (PPKE-JÁK) a Magyar Katolikus Püspöki Konferencia alapította 1995. április 3-án az 503/1995 számú határozatával.
A Kar az első évben az Irgalmas Nővérek Ménes úti zárdájának ebédlőjében és néhány szobájában vendégeskedett. Amikor a Magyar Katolikus Püspöki Kar visszakapta a Szent István Társulat egykori székházát, a Szentkirályi utca 28-30. számú épületegyüttest, azonnal felmerült a gondolat, hogy a Jog- és Államtudományi Kar itt méltó elhelyezést kaphat. Így került a Kar a Szentkirályi utcába és egyezett meg a Szent István Társulattal az épület használatában. (Az épület Hofhauser Antal tervei szerint épült fel 1898-ban.) A Kar ma a Szentkirályi u. 28-30. szám alatt található épület jó része, továbbá a későbbiekben megvásárolt szomszédos épület (Szentkirályi u. 26.) nagy része felett is rendelkezik.

## A kar eddigi dékánjai
- 1995–2000 Zlinszky János
- 2000–2003 Radnay József
- 2003–2007 Bándi Gyula
- 2007–2013 Schanda Balázs
- 2013–2016 Varga Zs. András
- 2016–2022 Szabó István
- 2022– Komáromi László

## Miért JÁK és nem ÁJK?
A Pázmány Péter Katolikus Egyetem az egyetlen egyetem az országban, ahol a jogi kar elnevezése Jog- és Államtudományi Kar (JÁK) és nem Állam- és Jogtudományi Kar (ÁJK). E mögött az a felismerés és meggyőződés áll, hogy a jogrend történetileg és jelentőségében is megelőzi az államot. Úgy tekintünk az emberre, mint aki fogantatásától fogva emberi méltósággal rendelkezik – hiszen Isten saját képére és hasonlatosságára teremtette, szereti és üdvözíteni akarja őt –, s így bizonyos alapvető jogok is megilletik. Az állam e méltóságból fakadó jogok és szabadságok kibontakoztatását hivatott elősegíteni.

## A karon működő intézetek és tanszékek
Alapképzés
- Alkotmányjogi Tanszék
- Büntető Anyagi, Eljárási és Végrehajtási Jogi Tanszék
- Európajogi és Nemzetközi Közjogi Tanszék
- Heller Farkas Közgazdaságtudományi Intézet
- Jogbölcseleti Tanszék
- Jogtörténeti Tanszék
- Kánonjogi Intézet
- Környezetjogi és Versenyjogi Tanszék
- Közigazgatási Jogi Tanszék
- Munkajogi Tanszék
- Nemzetközi Közjogi Tanszék
- Nemzetközi Magánjogi Tanszék
- Pénzügyi Jogi Tanszék
- Polgári Eljárásjogi Tanszék
- Polgári Jogi Tanszék
- Római Jogi Tanszék

Oktatási csoportok
- Idegen Nyelvi Lektorátus
- Informatikai Oktatási Csoport
- Testnevelési Csoport

Posztgraduális képzés
- Deák Ferenc Továbbképző Intézet
- Jog- és Államtudományi Doktori Iskola
- Kánonjogi Posztgraduális Intézet
- Olasz Egyetemközi Központ

## Képzések
Osztatlan mesterképzés
- Jogász (5 év)

Alapképzés
- Igazságügyi igazgatási BA

Mesterképzés
- Master of Business Administration MA

Posztgraduális képzések
Képzések jogászoknak:
- Agrárjogi és vidékfejlesztési szakjogász
- Angol jogi szakfordító szakjogász
- Bírósági és közigazgatási végrehajtási szakjogász
- Digitális technológiai és adatgazdasági szakjogász
- Európa-jogi szakjogász
- Európa-jogi szakjogász (angol nyelven)
- Fiatalkorúak ügyeinek szakjogásza
- Fogyasztóvédelmi szakjogász
- Gazdasági büntetőjogi szakjogász
- Gazdasági jogi szakjogász
- Ingatlanforgalmi szakjogász
- (Innováció- és szellemitulajdon-védelmi szakjogász képzés)
- Kártérítési jogi szakjogász
- Katolikus társadalmi tanulmányok
- Kiberbűnözés, korrupció és pénzmosás elleni szakjogász
- Környezetvédelmi szakjogász
- Közbeszerzési szakjogász
- Közlekedési és közlekedésigazgatási szakjogász
- Közszolgálati szabályozási és kodifikációs szakjogász
- Kriminalisztikai szakjogász
- Médiajogi szakjogász
- Pénzügyi jogi szakjogász
- Sportjogi szakjogász
- Szabályozott iparági szakjogász
- Társasági jogi és cégjogi szakjogász
- Tőkepiaci és bank szakjogász
- Uniós perjogi szakjogász (angol nyelven)
- Vállalati megfelelési (compliance) szakjogász (angol nyelven)
- Versenyjogi szakjogász

Képzések nem jogászoknak:
- Agrár- és vidékfejlesztési igazgatási szakember
- Angol jogi szakfordító
- (Innováció- és szellemitulajdon-védelmi szakember képzés)
- Jogi szakokleveles gazdasági szakember
- Jogi szakokleveles környezetvédelmi szakember
- Jogi szakokleveles közbeszerzési szakreferens
- Jogi szakokleveles kultúraszervező menedzser
- Jogi szakokleveles orvos és egészségügyi szakember
- Jogi szakokleveles sportszakember
- Jogi szakokleveles szabályozott iparági szakember
- Katolikus társadalmi tanulmányok
- Kriminalisztikai szakokleveles rendvédelmi szakember

## A karon működő kutatóintézetek
- Versenyjogi és Versenypolitikai Kutatóközpont honlap
- Ereky István Közjogi Kutatóközpont honlap Archiválva 2020. január 2-i dátummal a Wayback Machine-ben
- Európai és Nemzetközi Adójogi Kutatóközpont honlap

## Kar híres oktatói
- Bagi István, alkotmánybíró
- Békés Imre, az Emberi Jogok Európai Bizottsága első magyar tagja
- Botos Katalin, az Antall-kormány volt Bankügyekért felelős minisztere
- Erdő Péter, bíboros, MTA-tag
- Frivaldszky János, jogfilozófus
- Horváth Attila, jogtörténész, alkotmánybíró
- Jakab András, alkotmányjogász
- Jávor Benedek, országgyűlési képviselő
- Kilényi Géza, alkotmánybíró, MTA-tag
- Kovács Péter, Nemzetközi Büntetőbíróság bírája, alkotmánybíró, MTA-tag
- Lábady Tamás, alkotmánybíró
- Polt Péter, Magyarország legfőbb ügyésze
- Salamon László, alkotmánybíró, volt országgyűlési képviselő
- Schanda Balázs, alkotmányjogász, egyházjogász, alkotmánybíró
- Sólyom László, köztársasági elnök, MTA-tag
- Szabó Marcel, ombudsman, alkotmánybíró
- Szívós Mária, büntetőjogász, alkotmánybíró
- Tersztyánszkyné Vasadi Éva, az első női alkotmánybíró Magyarországon
- Tóth Zoltán József, helyettes államtitkár
- Varga Zsolt András, alkotmányjogász, alkotmánybíró
- Zlinszky János, alkotmánybíró, római jogász, MTA-tag

## Kari média
- Kari honlap
- Kari Facebook oldal
- Kar Instagram oldala: @ppke_jak_official
- Kar YouTube csatornája
- Ítélet honlap
- Iustum, aequum, salutare

## A karon végzett ismert személyiségek
- Bárándy Gergely (országgyűlési képviselő)
- Gulyás Gergely (alelnök, Országgyűlés Emberi jogi, kisebbségi, civil- és vallásügyi bizottsága)
- Fehér Gyula, a USTREAM alapítója
- Kocsis Máté (elnök, Országgyűlés Honvédelmi és rendészeti bizottsága; polgármester, Budapest, VIII. kerület)
- Koltay András (a Nemzeti Média- és Hírközlési Hatóság tagja)
- Magyar Péter (politikus) (jogász, diplomata, politikus)
- Rétvári Bence (államtitkár, Igazságügyi Minisztérium)
- Stágel Bence (országgyűlési képviselő, az Országgyűlés jegyzője)
- Steinmetz Ádám (olimpiai bajnok vízilabdázó)
- Steinmetz Barnabás (olimpiai bajnok vízilabdázó)
- Szentkirályi Alexandra (2014 és 2019 között Budapest főpolgármester-helyettese, 2020-tól 2024-ig a hazai kommunikációért felelős kormánybiztos, kormányszóvivő)
- Tóth András (a Versenytanács elnöke, a Gazdasági Versenyhivatal elnökhelyettese)